# Provincia de Jaén y Maynas
La provincia de Jaén y Maynas fue una subdivisión administrativa y territorial de la Gran Colombia.  ubicada al nororiente del actual Perú.
La provincia fue creado en 1820, y perduró hasta la independencia del país en 1821. Jaén y Maynas era una de las 3 provincias que componían el departamento de Azuay, distrito del Sur, siendo los otros dos el departamento de Quito y el departamento de Guayaquil.
El territorio del departamento de Azuay incluía todo lo que es hoy la sierra sur de la República de Ecuador y la parte norte del río Marañón en la época de la Gran Colombia. La capital del departamento fue Cuenca.

## Divisiones administrativas

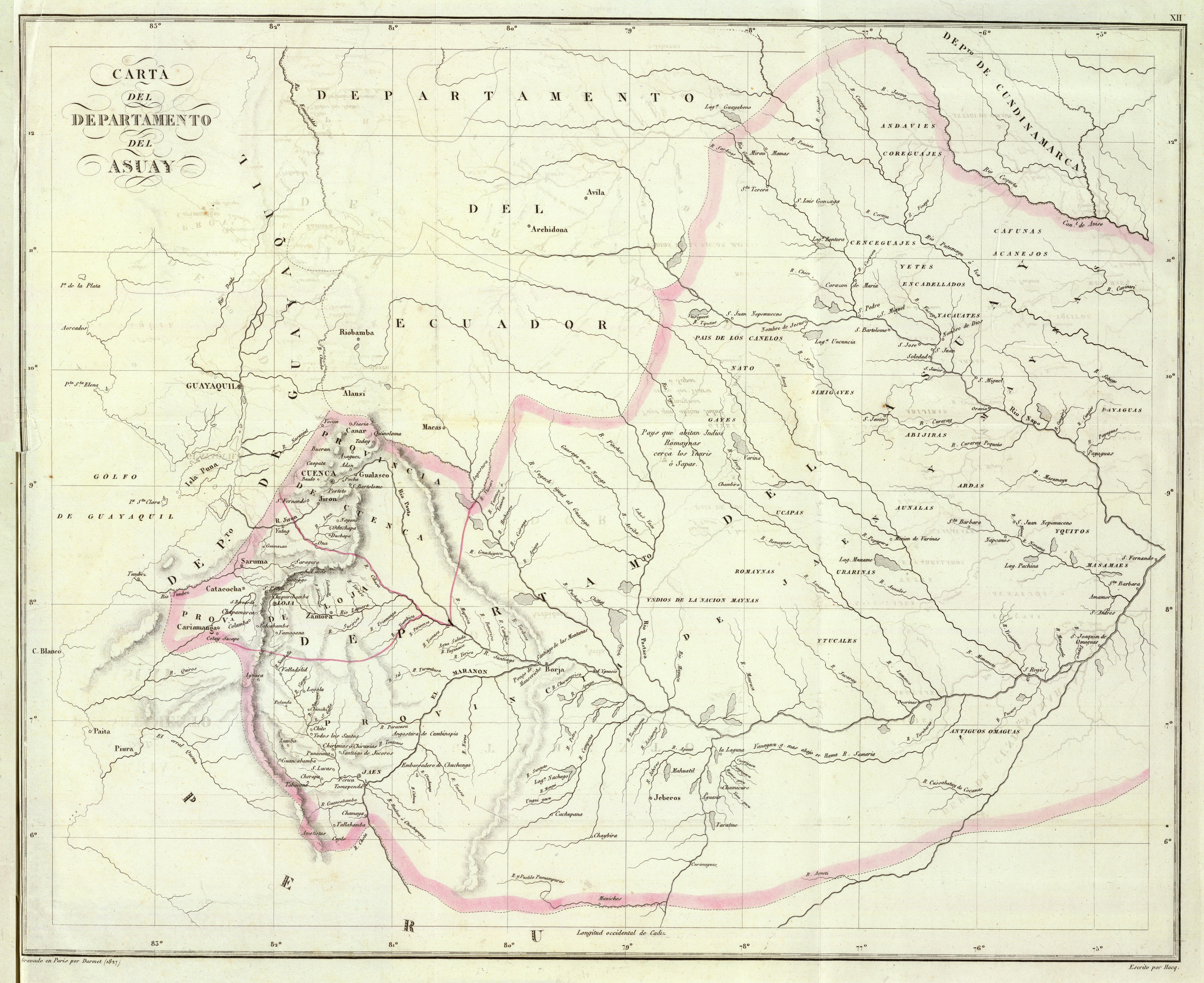
Carta del departamento de Azuay y sus divisiones administrativas en 1827.

La capital de la provincia era Jaén de Bracamoros. Se componía de los cantones Jaén, Borja y Jeveros.
Cabe tomar en cuenta que la Provincia de Jaén y Maynas se encontraba disputada con el Perú, ya que los habitantes de esta región se incorporaron voluntariamente a este país, sin embargo la Gran Colombia reclamó estos territorios debido a que fueron parte de la Real Audiencia de Quito del Virreinato de la Nueva Granada durante la época colonial.

## Zonas que pertenecían a la provincia de Jaén y Maynas

### Provincias actuales de Perú
- Jaén, Cajamarca, Perú
- San Ignacio, Cajamarca, Perú
- Bagua, Amazonas, Perú
- Condorcanqui, Amazonas, Perú
- Maynas, Loreto, Perú
- Alto Amazonas, Loreto, Perú
- Loreto, Loreto, Perú
- Datem del Marañón, Loreto, Perú